# حصى

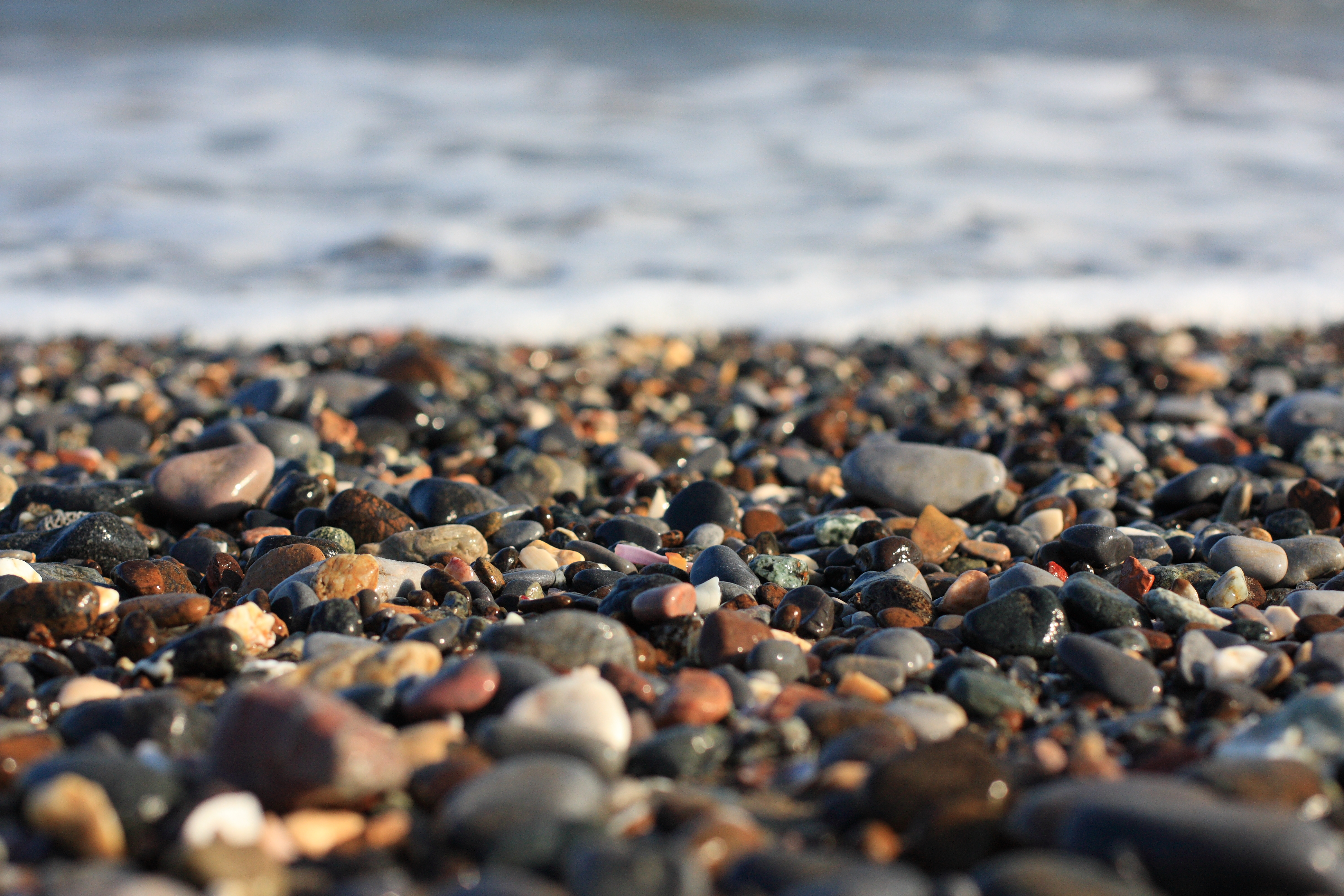
حصى ناعم من السيب عمان

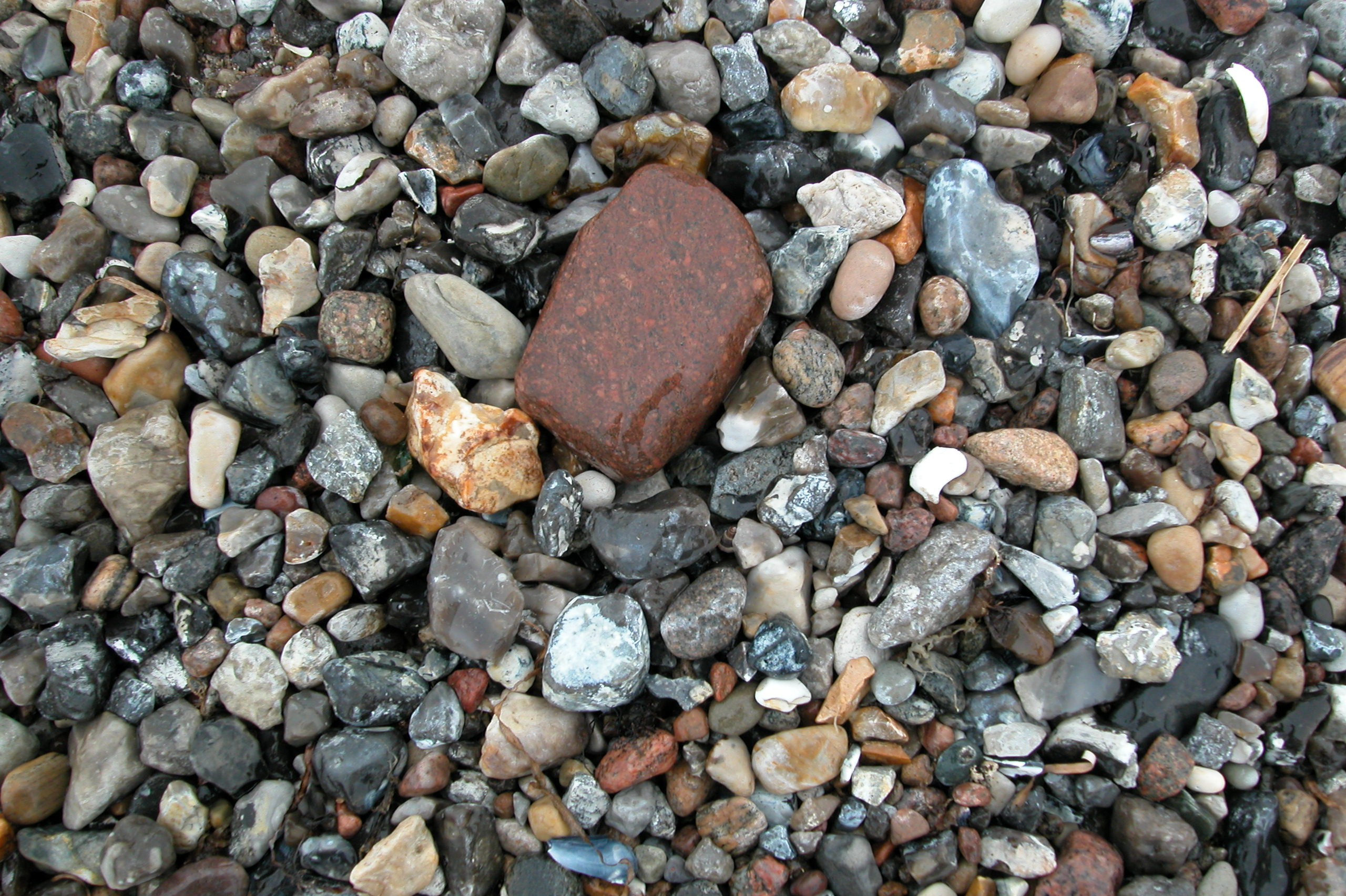
حصى

الحصى أو الحصباء هي صخور فتاتية خشنة يتجاوز أقطار حبيباتها 2 مليمتر، مع حشوة تكون من الرمل أو الوحل.
تقسم صخور الحصى إلى قسمين أساسيين:
- صخور المدملكات: وتمتاز بحبيباتها المزواة. وهي أقل أنواع صخور الحصى شيوعاً. وغالباً ما توجد برفقة الفوالق وتدعى بالمدملكات التكتونية، وكذلك في ركام الأنهيارات الصخرية (screes) وتدعى (scree breccia).
- صخور الرواهص: وهي صخور الحصى ذات الحبيبات المستديرة. وتمثل أكثر أنواع الحصى شيوعاً.

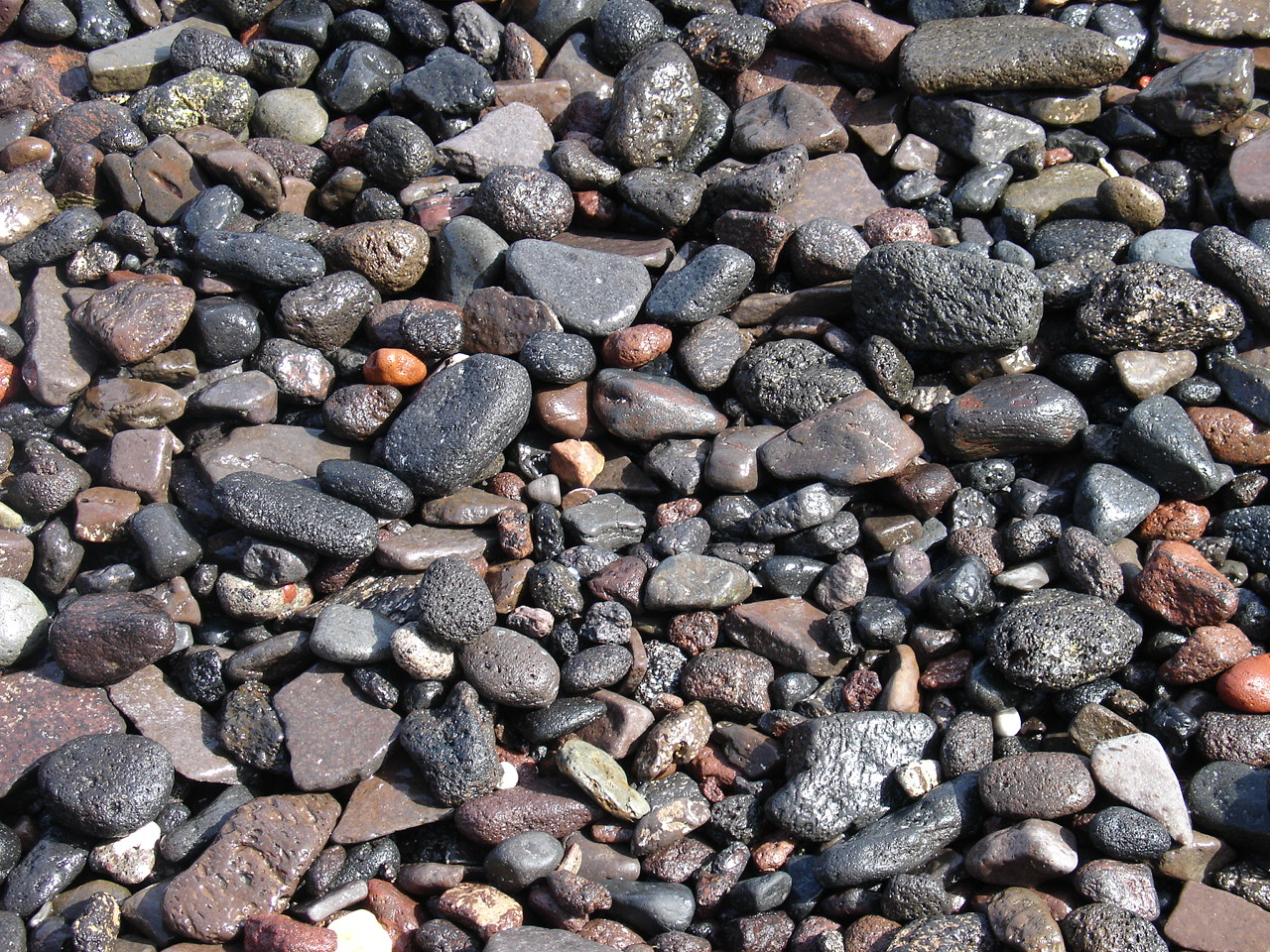
نوع من الحصى يتجاوز بعضه 4 سنتيمتر
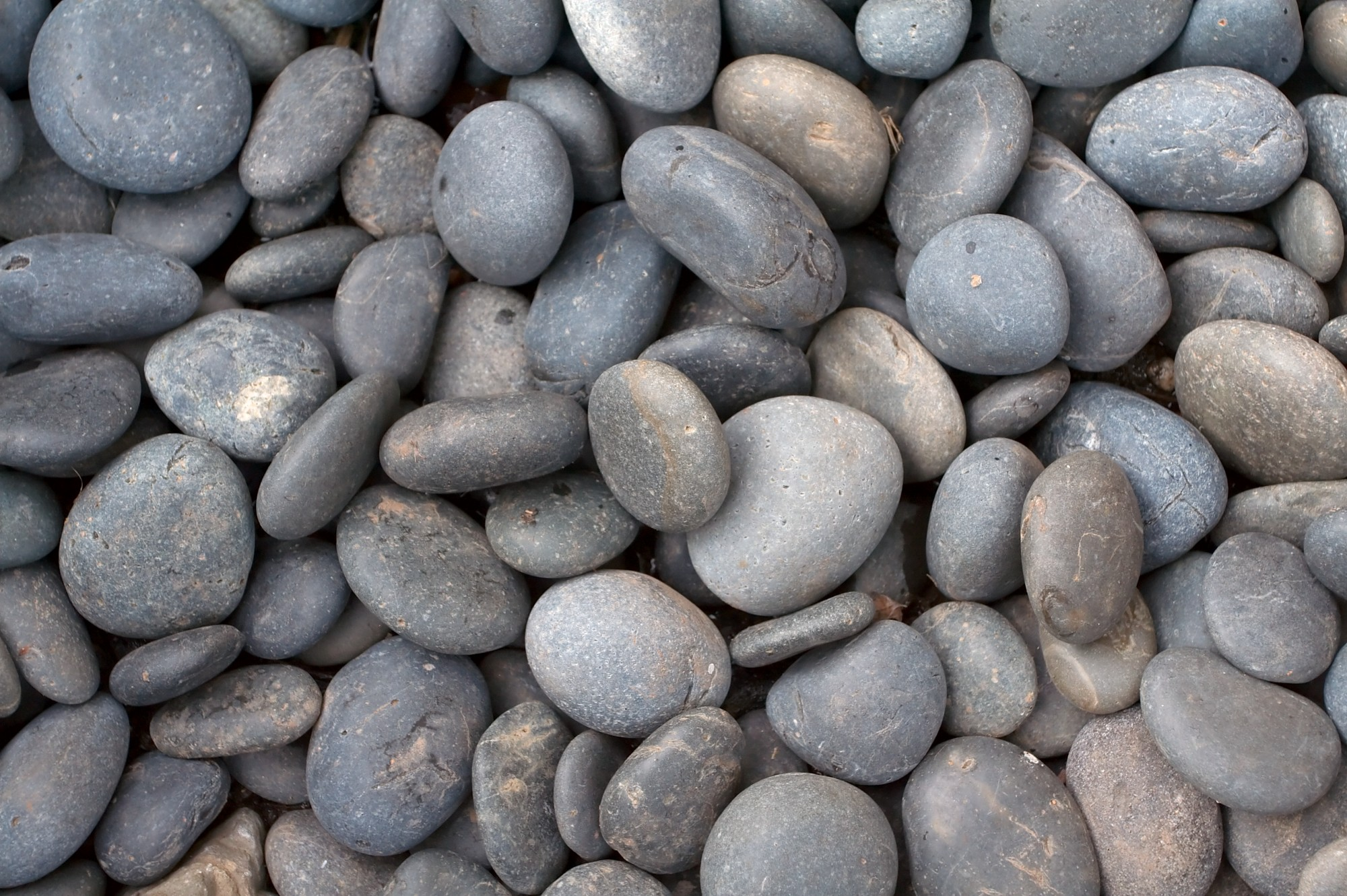
حصى
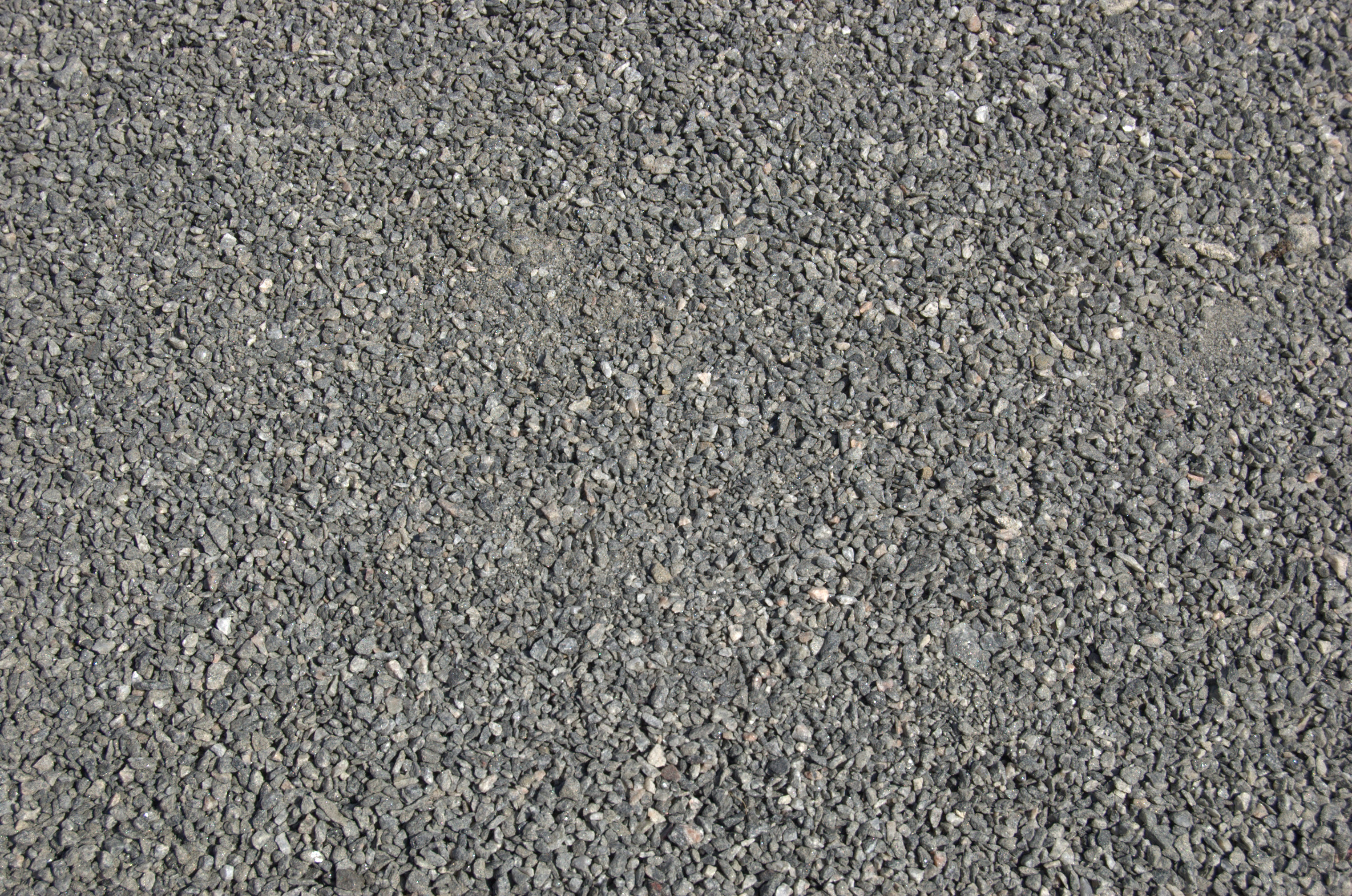
حصى صغير